# Криводзьоб
Криводзьоб (Oncostoma) — рід горобцеподібних птахів родини тиранових (Tyrannidae). Представники цього роду мешкають переважно в Центральній Америці, а також в південній Мексиці і північній Колумбії.

## Таксономія і систематика
Молекулярно-генетичне дослідження, проведене Телло та іншими в 2009 році дозволило дослідникам краще зрозуміти філогенію родини тиранових. Згідно із запропонованою ними класифікацією, рід Криводзьоб (Oncostoma) належить до родини Пікопланові (Rhynchocyclidae), підродини Мухоловоклинодзьобних (Todirostrinae). До цієї підродини систематики відносять також роди  Чорночубий мухолов (Taeniotriccus), Великий мухоїд (Cnipodectes), Тітіріджі (Hemitriccus), Мухолов-клинодзьоб (Todirostrum), Мухолов (Poecilotriccus), Аруна (Myiornis), Жовтоокий тиранчик (Atalotriccus) і Тиранчик-чубань (Lophotriccus). Однак більшість систематиків не визнає цієї класифікації.

## Види
Виділяють два види:
- Криводзьоб північний (Oncostoma cinereigulare)
- Криводзьоб південний (Oncostoma olivaceum)

## Етимологія
Наукова назва роду Oncostoma походить від сполучення слів дав.-гр. ογκος — вага, маса і στομα — рот.